# 靜磁學
靜磁學（Magnetostatics）是電磁學的分支，專門研究电流稳定（不随时间变化）的系统内磁場。在靜電學中，電荷是穩定不變的；在這裡，電流是穩定不變的。磁化强度不需要是静态的；静磁学的方程可以用于预测在纳秒或更小时间尺度内发生的快速磁性交换事件。 事實上即使電流不是靜態，只要電流交替不迅速，靜磁學是一個良好的近似。静磁学广泛应用于微磁学，例如磁记录设备的模型。

## 應用

### 靜磁學作為馬克士威方程組的特例
起自馬克士威方程組，並做如下簡化：
- 忽略任何靜電荷。
- 忽略任何電場項目。
- 假設磁場不隨時間有所變動。

靜磁學方程式，以微分形式與積分形式，分別展示於以下表格：
| 名稱       | 偏微分形式                                                             | 積分形式                                                                                       |
| ---------- | ---------------------------------------------------------------------- | ---------------------------------------------------------------------------------------------- |
| 高斯磁定律 | {\displaystyle \mathbf {\nabla } \cdot \mathbf {B} =0}                 | {\displaystyle \oint _{\mathbb {S} }\mathbf {B} \cdot \mathrm {d} \mathbf {a} =0}              |
| 安培定律   | {\displaystyle \mathbf {\nabla } \times \mathbf {H} =\mathbf {J} _{f}} | {\displaystyle \oint _{\mathbb {C} }\mathbf {H} \cdot \mathrm {d} {\boldsymbol {\ell }}=I_{f}} |

其中，{\displaystyle \mathbf {D} } 是電位移，{\displaystyle \mathbf {B} } 是磁感應強度，{\displaystyle \mathbf {E} } 是電場，{\displaystyle \mathbf {H} } 是磁場強度，{\displaystyle \mathbf {J} _{f}} 是自由電流密度，{\displaystyle \mathbb {S} } 是面積分的運算曲面，{\displaystyle \mathbb {C} } 是路徑積分的閉合路徑，{\displaystyle \mathrm {d} \mathbf {a} } 是微小面元素向量，{\displaystyle \mathrm {d} {\boldsymbol {\ell }}} 是微小線元素向量，{\displaystyle I_{f}} 是穿過閉合路徑 {\displaystyle \mathbb {C} } 所包圍的曲面的自由電流。
從比較上述方程式與全版馬克士威方程組，注意到刪除的項目的重要性，可以估算靜磁近似方法的品質和誤差。特別重要的是比較馬克士威－安培方程式的自由電流密度項目 {\displaystyle \mathbf {J} _{f}} 與位移電流密度項目{\displaystyle \mathbf {J} _{D}={\frac {\partial \mathbf {D} }{\partial t}}} 。假若 {\displaystyle \mathbf {J} _{f}} 超大於位移電流密度 {\displaystyle \mathbf {J} _{D}} ，則可以忽略位移電流密度，而不會損失準確度。

## 解析靜磁學問題
假設已知系統內所有的電流，那麼，應用必歐-沙伐定律，可以得到磁場：
{\displaystyle \mathbf {B} (\mathbf {r} )={\frac {\mu _{0}I}{4\pi }}\int d{\boldsymbol {\ell }}'\times {\frac {\mathbf {r} -\mathbf {r} '}{|\mathbf {r} -\mathbf {r} '|^{3}}}} ；
其中，{\displaystyle \mathbf {r} } 是檢驗位置，{\displaystyle \mathbf {r} '} 是源頭位置，{\displaystyle \mu _{0}} 是磁常數，{\displaystyle I} 是源頭電流，{\displaystyle d{\boldsymbol {\ell }}'} 源頭電流的微小路徑元素。
必歐-沙伐方程式適用於當介質是真空、空氣或相對磁導率為1的類似物質。這包括了空心感應器和空心變壓器。使用這方程式，對於一個較複雜的線圈幾何，可以分成幾個部分積分，或者，對於很困難的幾何形狀，可以使用數值積分。由於這方程式主要是用來解析線性問題，完整結果會是每一個部分的積分的總和。
假若磁心（magnetic core）是一種高磁導率的磁性物質，而且空氣間隙很小，則採用磁路方法比較有用。假若，與磁路相比，空氣間隙很大，則邊緣磁場的貢獻會變得很重要。對於這類案例，通常必須使用有限元方法。

## 磁性物質
對於鐵磁性、亞鐵磁性或順磁性物質，它們的磁化强度主要是由電子自旋貢獻出的。這些物質的磁場關係式必需顯性地將磁化強度 {\displaystyle \mathbf {M} } 納入考量：
{\displaystyle \mathbf {B} =\mu _{0}(\mathbf {M} +\mathbf {H} )} 。
假設電流為零，則安培定律變為
{\displaystyle \nabla \times \mathbf {H} =0} 。
這方程式的一般解為
{\displaystyle \mathbf {H} =-\nabla \Phi _{H}} ；
其中，{\displaystyle \Phi _{H}} 是磁標勢。
將這解答式代入高斯磁定律，則可得到
{\displaystyle \nabla ^{2}\Phi _{H}=\nabla \cdot \mathbf {M} } 。
所以，磁化強度的散度 {\displaystyle \nabla \cdot \mathbf {M} } 扮演的角色類似於靜電學裏的電荷。
注意到在這裏，靜磁狀態是一種誤稱，因為靜磁方程式可以應用於快速的磁矩翻轉（magnetization reversal）事件，即磁化強度會在奈秒內自我快速翻轉方向的事件。